# Чемпіонат Європи з легкої атлетики 1969
Чемпіонат Європи з легкої атлетики 1969 був проведений 16-21 вересня в Афінах на стадіоні «Караїскакіс».
Вперше в історії чемпіонатів в програмі змагань були представлені три жіночі дисципліни — біг на 1500 метрів, естафетний біг 4×400 метрів та біг на 100 метрів з бар'єрами. Остання дисципліна прийшла на заміну бігу на 80 метрів з бар'єрами, що проводився до цього.
На чемпіонаті було встановлено 5 світових рекордів — Анатолій Бондарчук у метанні молота (74,68 м), Ніколь Дюклос в бігу на 400 метрів (51,77), Ярослава Єглічкова в бігу на 1500 метрів (4.10,77), збірна Великої Британії в жіночій естафеті 4×400 метрів (3.30,82) та Надія Чижова у штовханні ядра (20,43 м).
Колишньому східно-німецькому бігуну Юргену Маю було заборонено виступати на чемпіонаті за свою нову країну ФРН, оскільки тогочасні правила змагань вимагали для можливості виступу атлета (який вже виступав, як у випадку з Маєм, за попередню збірну країни на чемпіонаті) за нову країну, щоб він принаймні три роки проживав в новій країні. Внаслідок цього, на знак протесту, керівництво збірної ФРН прибрало своїх спортсменів із заявок в усіх індивідуальних дисциплінах та ухвалило рішення брати участь у чемпіонаті лише в естафетних змаганнях як символічний жест поваги до країни-господарки змагань.
Голландський десятиборець Едвард де Норландер був дискваліфікований за вжиття амфетаміну. Це була перша в історії дискваліфікація спортсмена за вживання допінгу в легкій атлетиці.

## Призери

### Чоловіки
| Дисципліни                | Золото                                                           | Золото         | Срібло                                                              | Срібло      | Бронза                                                                | Бронза      |
| ------------------------- | ---------------------------------------------------------------- | -------------- | ------------------------------------------------------------------- | ----------- | --------------------------------------------------------------------- | ----------- |
| 100 метрів                | Валерій Борзов СРСР                                              | 10,49          | Ален Сартер Франція                                                 | 10,50       | Філіпп Клер Швейцарія                                                 | 10,56       |
| 200 метрів                | Філіпп Клер Швейцарія                                            | 20,70 CR       | Герман Бурде НДР                                                    | 20,94       | Зенон Новош Польща                                                    | 20,96       |
| 400 метрів                | Ян Вернер Польща                                                 | 45,75 CR       | Жан-Клод Налле Франція                                              | 45,81       | Станіслав Грендзинський Польща                                        | 45,83       |
| 800 метрів                | Дітер Фромм НДР                                                  | 1.45,98 CR     | Йозеф Плахій Чехословаччина                                         | 1.46,26     | Манфред Матушевський НДР                                              | 1.46,83     |
| 1500 метрів               | Джон Веттон Велика Британія                                      | 3.39,45 CR     | Френк Мерфі Ірландія                                                | 3.39,51     | Генрик Шордиковський Польща                                           | 3.39,87     |
| 5000 метрів               | Ієн Стюарт Велика Британія                                       | 13.44,8        | Рашид Шарафетдинов СРСР                                             | 13.45,8     | Алан Блінстон Велика Британія                                         | 13.47,6     |
| 10000 метрів              | Юрген Газе НДР                                                   | 28.41,6        | Майк Тегг Велика Британія                                           | 28.43,2     | Микола Свиридов СРСР                                                  | 28.45,8     |
| 110 метрів з бар'єрами    | Едді Оттоз Італія                                                | 13,59 CR       | Дейв Гемері Велика Британія                                         | 13,74       | Алан Паскоу Велика Британія                                           | 13,94       |
| 400 метрів з бар'єрами    | В'ячеслав Скоморохов СРСР                                        | 49,70          | Джон Шервуд Велика Британія                                         | 50,10       | Енді Тодд Велика Британія                                             | 50,38       |
| 3000 метрів з перешкодами | Михайло Желєв Болгарія                                           | 8.25,02 CR NR  | Олександр Морозов СРСР                                              | 8.25,57     | Володимир Дудін СРСР                                                  | 8.26,6      |
| 4×100 метрів              | Франція Ален Сартер Патрік Бурбейон Жерар Фенуй Франсуа Сен-Жиль | 38,89 CR       | СРСР Олександр Лебедєв Владислав Сапея Микола Іванов Валерій Борзов | 39,40       | Чехословаччина Ладислав Кржиж Діоніз Сегеді Їржі Кинос Людек Богман   | 39,52 NR    |
| 4×400 метрів              | Франція Жиль Бертуль Крістіан Ніколо Жак Каретт Жан-Клод Налле   | 3.02,30 CR     | СРСР Євген Борисенко Борис Савчук Юрій Зорін Олександр Братчиков    | 3.03,05     | ФРН Горст-Рюдігер Шлеске Інго Репер Герхард Генніге Мартін Єллінгхаус | 3.03,13     |
|                           |                                                                  |                |                                                                     |             |                                                                       |             |
| Марафон                   | Рон Гілл Велика Британія                                         | 2:16.47,8      | Гастон Рулантс Бельгія                                              | 2:17.22,2   | Джим Олдер Велика Британія                                            | 2:19.05,8   |
| Ходьба 20 кілометрів      | Пол Нігілл Велика Британія                                       | 1:30.48,0      | Леоніда Карайосифоглу Румунія                                       | 1:31.06,4   | Микола Смага СРСР                                                     | 1:31.20,2   |
| Ходьба 50 кілометрів      | Крістоф Гене НДР                                                 | 4:12.32,8 CR   | Петер Зельцер НДР                                                   | 4:16.09,6   | Веніамін Солдатенко СРСР                                              | 4:23.04,8   |
|                           |                                                                  |                |                                                                     |             |                                                                       |             |
| Стрибки у висоту          | Валентин Гаврилов СРСР                                           | 2,17           | Рейо Вяхяля Фінляндія                                               | 2,17        | Ермініо Адзаро Італія                                                 | 2,17        |
| Стрибки з жердиною        | Вольфганг Нордвіг НДР                                            | 5,30 CR        | Челль Ісакссон Швеція                                               | 5,20        | Альдо Рігі Італія                                                     | 5,10        |
| Стрибки у довжину         | Ігор Тер-Ованесян СРСР                                           | 8,17w          | Лінн Девіс Велика Британія                                          | 8,07w       | Тину Лепік СРСР                                                       | 8,04w       |
| Потрійний стрибок         | Віктор Санєєв СРСР                                               | 17,34w         | Циффра Золтан Угорщина                                              | 16,85w      | Клаус Нойман НДР                                                      | 16,68w      |
| Штовхання ядра            | Дітер Гоффман НДР                                                | 20,12 CR       | Гайнц-Йоахім Ротенбург НДР                                          | 20,05       | Ганс-Петер Гіс НДР                                                    | 19,78       |
| Метання диска             | Гартмут Лош НДР                                                  | 61,82 м CR     | Рікі Брух Швеція                                                    | 61,08 м     | Лотар Мільде НДР                                                      | 59,34 м     |
| Метання молота            | Анатолій Бондарчук СРСР                                          | 74,68 WR CR    | Ромуальд Клим СРСР                                                  | 72,74       | Райнхард Таймер НДР                                                   | 72,02       |
| Метання списа             | Яніс Лусіс СРСР                                                  | 91,52 CR       | Паулі Невала Фінляндія                                              | 89,58       | Януш Сідло Польща                                                     | 82,90       |
|                           |                                                                  |                |                                                                     |             |                                                                       |             |
| Десятиборство             | Йоахім Кірст НДР                                                 | 8041 CR (7910) | Герберт Вессель НДР                                                 | 7828 (7683) | Віктор Челноков СРСР                                                  | 7801 (7653) |

### Жінки
| Дисципліни             | Золото                                                                     | Золото         | Срібло                                                         | Срібло      | Бронза                                                         | Бронза      |
| ---------------------- | -------------------------------------------------------------------------- | -------------- | -------------------------------------------------------------- | ----------- | -------------------------------------------------------------- | ----------- |
| 100 метрів             | Петра Фогт НДР                                                             | 11,66          | Вілма ван ден Берг Нідерланди                                  | 11,74       | Аніта Ніл Велика Британія                                      | 11,81       |
| 200 метрів             | Петра Фогт НДР                                                             | 23,30 CR       | Ренате Майсснер НДР                                            | 23,33       | Валері Піт Велика Британія                                     | 23,34       |
| 400 метрів             | Ніколь Дюклос Франція                                                      | 51,77 WR CR    | Колетт Бессон Франція                                          | 51,79       | Марія Сікора Австрія                                           | 53,0 NR     |
| 800 метрів             | Лілліан Боурд Велика Британія                                              | 2.01,50 CR     | Аннеліз Дамм-Олесен Данія                                      | 2.02,6 NR   | Вера Ніколич Югославія                                         | 2.02,6      |
| 1500 метрів            | Ярослава Єглицькова Чехословаччина                                         | 4.10,77 WR CR  | Марія Гоммерс Нідерланди                                       | 4.11,9 NR   | Паола Піньї Італія                                             | 4.12,0 NR   |
| 100 метрів з бар'єрами | Карін Бальцер НДР                                                          | 13,29 CR       | Бербель Подесва НДР                                            | 13,68       | Тереза Новак Польща                                            | 13,77       |
| 4×100 метрів           | НДР Регіна Гефер Ренате Майсснер Бербель Подесва Петра Фогт                | 43,61 CR       | ФРН Бербель Генле Ютта Штек Ріта Ян Інгрід Бекер               | 44,09       | Велика Британія Аніта Ніл Деніз Рамсден Шейла Купер Валері Піт | 44,39       |
| 4×400 метрів           | Велика Британія Розмарі Стірлінг Патрісія Лоу Джанет Сімпсон Лілліан Боурд | 3.30,82 WR CR  | Франція Бернадетт Мартен Ніколь Дюклос Ельян Жак Колетт Бессон | 3.30,85 NR  | ФРН Кріста Чека Анте Гляйхфельд Інге Екхофф Крістель Фрезе     | 3.32,7 NR   |
|                        |                                                                            |                |                                                                |             |                                                                |             |
| Стрибки у висоту       | Мілослава Резкова Чехословаччина                                           | 1,83 CR        | Антоніна Лазарева СРСР                                         | 1,83 CR     | Марія Мрачнова Чехословаччина                                  | 1,83 CR     |
| Стрибки у довжину      | Мірослава Сарна Польща                                                     | 6,49           | Віоріка Віскополяну Румунія                                    | 6,45        | Беріт Бертельсен Норвегія                                      | 6,44        |
| Штовхання ядра         | Надія Чижова СРСР                                                          | 20,43 WR CR    | Маргітта Гуммель НДР                                           | 19,58       | Маріта Ланге НДР                                               | 18,56       |
| Метання диска          | Тамара Данилова СРСР                                                       | 59,28 CR NR    | Людмила Муравйова СРСР                                         | 59,24       | Карін Ілльген НДР                                              | 58,66       |
| Метання списа          | Немет Ангела Угорщина                                                      | 59,76 CR       | Відош Магда Угорщина                                           | 58,80       | Валентина Еверт СРСР                                           | 56,56       |
|                        |                                                                            |                |                                                                |             |                                                                |             |
| П'ятиборство           | Ліза Прокоп Австрія                                                        | 5030 CR (4419) | Мета Антенен Швейцарія                                         | 4793 (4210) | Марія Сизякова СРСР                                            | 4773 (4176) |

## Медальний залік
| Місце               | Країна              | Золото | Срібло | Бронза | Загалом |
| ------------------- | ------------------- | ------ | ------ | ------ | ------- |
| 1                   | НДР                 | 11     | 7      | 7      | 25      |
| 2                   | СРСР                | 9      | 7      | 7      | 23      |
| 3                   | Велика Британія     | 6      | 4      | 7      | 17      |
| 4                   | Франція             | 3      | 4      | 0      | 7       |
| 5                   | Чехословаччина      | 2      | 1      | 2      | 5       |
| 6                   | Польща              | 2      | 0      | 5      | 7       |
| 7                   | Угорщина            | 1      | 2      | 0      | 3       |
| 8                   | Швейцарія           | 1      | 1      | 1      | 3       |
| 9                   | Італія              | 1      | 0      | 3      | 4       |
| 10                  | Австрія             | 1      | 0      | 1      | 2       |
| 11                  | Болгарія            | 1      | 0      | 0      | 1       |
| 12                  | Румунія             | 0      | 2      | 0      | 2       |
| 12                  | Нідерланди          | 0      | 2      | 0      | 2       |
| 12                  | Фінляндія           | 0      | 2      | 0      | 2       |
| 12                  | Швеція              | 0      | 2      | 0      | 2       |
| 16                  | ФРН                 | 0      | 1      | 2      | 3       |
| 17                  | Ірландія            | 0      | 1      | 0      | 1       |
| 17                  | Бельгія             | 0      | 1      | 0      | 1       |
| 17                  | Данія               | 0      | 1      | 0      | 1       |
| 20                  | Югославія           | 0      | 0      | 1      | 1       |
| 20                  | Норвегія            | 0      | 0      | 1      | 1       |
| Загалом (21 збірна) | Загалом (21 збірна) | 38     | 38     | 37     | 113     |